# Hipócrates
Hipócrates (em grego clássico: Ἱπποκράτης, transl. Ippokráti̱s; * 460 a.C. em Cós; † 370 a.C. em Tessália) Também conhecido como Hipócrates II, foi um médico grego. do período clássico que é considerado uma das figuras mais marcantes da história da medicina. É tradicionalmente considerado o pai da Medicina em reconhecimento das suas contribuições duradouras para o domínio, como o uso de prognóstico e observação clínica, a categorização sistemática de doenças ou a formulação da teoria humoral. A escola de medicina hipocrática revolucionou a medicina grega antiga, estabelecendo-a como uma disciplina distinta de outras áreas a que era tradicionalmente associada (teurgia e filosofia), estabelecendo assim a medicina como uma profissão.
Nascido numa ilha grega, os dados sobre sua vida são incertos ou pouco confiáveis. Parece certo, contudo, que viajou pela Grécia e que esteve no Oriente Próximo.
Nas obras hipocráticas há uma série de descrições clínicas pelas quais se pode diagnosticar doenças como a malária, papeira, pneumonia [carece de fontes?] e tuberculose. Para o estudioso grego, muitas epidemias relacionavam-se com fatores climáticos, raciais, dietéticos e do meio onde as pessoas viviam. Muitos de seus comentários nos Aforismos são ainda hoje válidos. Seus escritos sobre anatomia contêm descrições claras tanto sobre instrumentos de dissecação quanto sobre procedimentos práticos.
Foi o líder incontestável da chamada "Escola de Cós". O que resta das suas obras testemunha a rejeição da superstição e das práticas mágicas da "saúde" primitiva, direcionando os conhecimentos em saúde no caminho científico.
Hipócrates fundamentou a sua prática (e a sua forma de compreender o organismo humano, incluindo a personalidade) na teoria dos quatro humores corporais (sangue, fleugma ou pituíta, bílis amarela e bílis negra) que, consoante às quantidades relativas presentes no corpo, levariam a estados de equilíbrio (eucrasia) ou de doença e dor (discrasia). Esta teoria influenciou, por exemplo, Galeno, que desenvolveu a teoria dos humores e que dominou o conhecimento até o século XVIII.
Sua ética resume-se no famoso Juramento de Hipócrates. Porém, certos autores afirmam que o juramento teria sido elaborado numa época bastante posterior.
Na filosofia prática da medicina atribuída à Hipócrates, e reunida no Corpus Hippocraticum, as doenças, durante um certo tempo, evoluem de forma silenciosa até alcançarem o momento crucial, chamado krisis (crise), momento em que a doença se define, rumo à cura ou não. O bom médico deve identificar o kairós (momento oportuno) de agir.  Esse tempo (kairós) não dura muito tempo (khronos) e, portanto, o médico não tem tempo a perder.

## Biografia

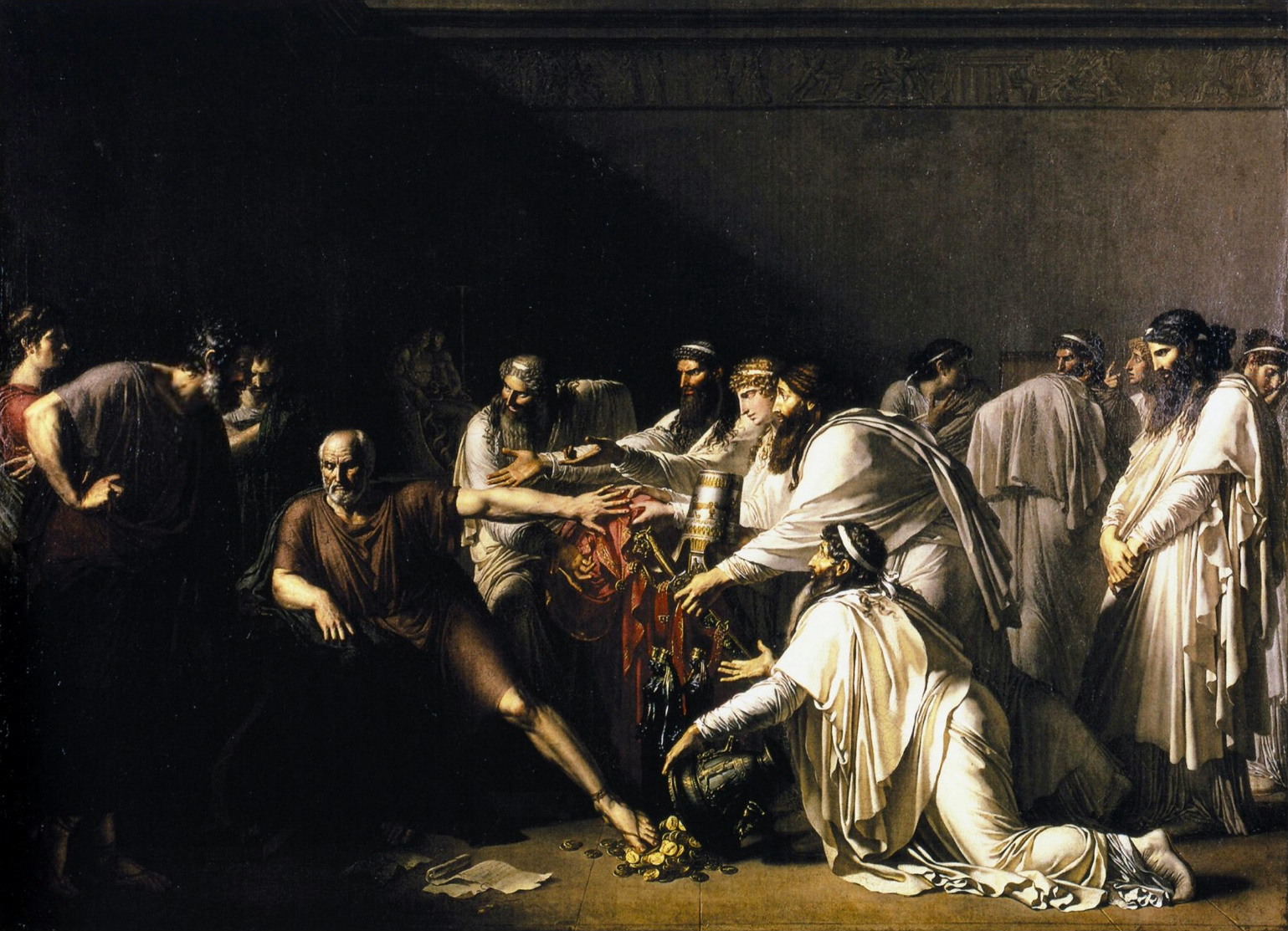
Ilustração da história de Hipócrates recusando os presentes do imperador Aquemênida Artaxerxes, que estava pedindo seus serviços. Pintado por Girodet, 1792.

Os historiadores concordam que Hipócrates nasceu por volta do ano 460 AC na ilha grega de Kos. Outras informações biográficas, no entanto, provavelmente não são verdadeiras.
Sorano de Éfeso, um médico grego do século II, foi o primeiro biógrafo de Hipócrates e é a fonte da maioria das informações pessoais sobre ele. Biografias posteriores estão na Suda do século X DC e nas obras de John Tzetzes, que datam do século XII DC. Hipócrates é mencionado de passagem nos escritos de dois contemporâneos: Platão, em Protágoras e Fedro, e a Política de Aristóteles, que data do século IV AC.
Sorano escreveu que o pai de Hipócrates era Heraclides, um médico, e sua mãe era Praxitela, filha de Tizane. Os dois filhos de Hipócrates, Thessalus e Draco, e seu genro, Polybus, foram seus alunos. De acordo com Galeno, um médico posterior, Políbo, foi o verdadeiro sucessor de Hipócrates, enquanto Tessália e Draco tiveram um filho chamado Hipócrates (Hipócrates III e IV).
Sorano disse que Hipócrates aprendeu medicina com seu pai e avô (Hipócrates I), e estudou outras disciplinas com Demócrito e Górgias. Hipócrates provavelmente foi treinado no Asklepieion de Kos e teve aulas com o médico trácio Herodicus de Selymbria. Platão menciona Hipócrates em dois de seus diálogos: em Protágoras, Platão descreve Hipócrates como "Hipócrates de Kos, o Asclepíade". Em Fedro, Platão sugere que "Hipócrates, o Asclepíade", pensava que um conhecimento completo da natureza do corpo era necessário para a medicina. Hipócrates ensinou e praticou a medicina ao longo de sua vida, viajando pelo menos até a Tessália, Trácia e o Mar de Mármara. Existem vários relatos diferentes de sua morte. Ele morreu, provavelmente em Larissa, aos 83, 85 ou 90 anos, embora alguns digam que ele viveu bem mais de 100 anos.

## Teoria Hipocrática
Hipócrates é creditado como a primeira pessoa a acreditar que as doenças eram causadas naturalmente, não por superstição e deuses. Foi reconhecido pelos discípulos de Pitágoras por aliar a filosofia e a medicina. Separou a disciplina da medicina da religião, acreditando e argumentando que a doença não era um castigo infligido pelos deuses, mas antes o produto dos factores ambientais, da dieta e dos hábitos de vida. Não existe uma única menção a uma doença mística em todo o Corpus Hipocrático. No entanto, Hipócrates tinha muitas convicções baseadas em anatomia e fisiologia incorretas, como por exemplo humorismo.
As escolas de medicina da Grécia antiga estavam divididas sobre como as doenças deveriam ser tratadas. Por um lado, a escola Cnidiana concentrava-se no diagnóstico. A escola de medicina cnidiana concentrava-se no diagnóstico. A medicina da época de Hipócrates não sabia quase nada sobre anatomia e fisiologia humana por causa do tabu grego que proibia a dissecação de humanos. Consequentemente, a escola cnidiana não conseguiu determinar quando uma doença causava um conjunto de possíveis de sintomas. Por outro lado, a escola hipocrática ou coesiana teve mais sucesso na aplicação de diagnósticos gerais e tratamentos passivos. O seu foco estava no atendimento ao doente e no prognóstico, e não no diagnóstico. Passou-se a poder tratar doenças com eficácia e contribuiu para um grande desenvolvimento na prática clínica.
A medicina hipocrática e a sua filosofia distanciaram-se bastante da medicina moderna, na qual o médico procura um diagnóstico específico e um tratamento especializado, como promove a escola Cnidiana. Esta mudança no pensamento médico desde a época de Hipócrates provocou duras críticas ao longo dos últimos dois milénios, sendo a passividade do tratamento hipocrático objecto de denúncias particularmente críticas; por exemplo, o médico francês MS Houdart referiu-se ao tratamento hipocrático como "uma meditação sobre a morte". A abordagem terapêutica baseava-se no "poder curativo da natureza" ("vis medicatrix naturae" em latim). De acordo com esta doutrina, o corpo contém em si o poder de reequilibrar os quatro humores e de se curar (physis). A terapia hipocrática concentrava-se simplesmente em facilitar este processo natural. Para este efeito, Hipócrates acreditava que "o repouso e a imobilização [eram] de capital importância". Em geral, a medicina hipocrática era muito amável com o doente; o tratamento era gentil e enfatizava o doente a manter-se limpo e estéril. Por exemplo, apenas a água limpa ou o vinho eram utilizados nas feridas, apesar de se preferir o tratamento "seco". Fez experimentos com vários tipos de vinho para tratar doenças, acreditando que "o vinho é apropriado para a humanidade, tanto para o corpo saudável quanto para o corpo doente".

## Obras

Magni Hippocratis medicorum omnium facile principis, opera omnia quae extant, 1657

O conjunto das obras atribuídas a Hipócrates constitui o Corpus hippocraticum (em português, Coleção Hipocrática). Setenta escritos são reconhecidos como constituintes do corpus, entre os quais os seguintes são considerados os mais importantes:
- Aforismos
- Da Medicina Antiga
- Da Doença Sagrada
- Epidemias
- Da Cirurgia
- Das Fraturas
- Das Articulações
- Dos Instrumentos de Redução
- Dos Ferimentos na Cabeça
- Prognósticos
- Dos Ares, Águas e Lugares
- Do Regime nas Doenças Agudas
- Das Úlceras
- Das Fístulas
- Das Hemorróidas
- Juramento
- Lei

Em julho de 2017, o ministro das antiguidades do Egito anunciou a descoberta, por monges do Mosteiro Ortodoxo de Santa Catarina durante um trabalho de restauração, de um manuscrito do século V com textos médicos escrito por Hipócrates.

### Juramento de Hipócrates
| “ | Eu juro, por Apolo, médico, por Esculápio, Higia e Panacea e por todos os deuses e deusas, a quem conclamo como minhas testemunhas, juro cumprir, segundo meu poder e minha razão, a promessa que se segue: estimar, tanto quanto a meus pais, aquele que me ensinou esta arte; fazer vida comum e, se necessário for, com ele partilhar meus bens; ter seus filhos por meus próprios irmãos; ensinar-lhes esta arte, se eles tiverem necessidade de aprendê-la, sem remuneração e nem compromisso escrito; fazer participar dos preceitos, das lições e de todo o resto do ensino, meus filhos, os de meu mestre e os discípulos inscritos segundo os regulamentos da profissão, porém, só a estes. Aplicarei os regimes para o bem do doente segundo o meu poder e entendimento, nunca para causar dano ou mal a alguém. A ninguém darei por comprazer, nem remédio mortal nem um conselho que induza a perda. Do mesmo modo não darei a nenhuma mulher uma substância abortiva. Conservarei imaculada minha vida e minha arte. Não praticarei a talha, mesmo sobre um calculoso confirmado; deixarei essa operação aos práticos que disso cuidam. Em toda a casa, aí entrarei para o bem dos doentes, mantendo-me longe de todo o dano voluntário e de toda a sedução sobretudo longe dos prazeres do amor, com as mulheres ou com os homens livres ou escravizados. Àquilo que no exercício ou fora do exercício da profissão e no convívio da sociedade, eu tiver visto ou ouvido, que não seja preciso divulgar, eu conservarei inteiramente secreto. Se eu cumprir este juramento com fidelidade, que me seja dado gozar felizmente da vida e da minha profissão, honrado para sempre entre os homens; se eu dele me afastar ou infringir, o contrário aconteça. | ” |